# Том Сеґура
Том Вестон Сеґура (англ. Thomas Weston Segura) — перуансько-американський стендап-комік, письменник, актор, автор і ведучий подкастів. Разом зі своєю дружиною та колегою-коміком — Крістіною Пазіцкі — веде популярний подкаст «Дім твоєї мами» (англ. Your Mom's House). Крім того, є співведучим подкасту «Два ведмеді, одна печера» (англ. Two Bears One Cave), який веде разом з коміком Бертом Крайшером.

## Біографія
Народилася 16 квітня 1979 року в Цинциннаті, штат Огайо. Його батьки — Росаріо «Чаро» Лазарте, яка родом з Перу, і Томас Надо Сеґура, перший віцепрезидент Merrill Lynch.
Том провів своє дитинство, розмовляючи іспанською, і часто проводив літні канікули у Лімі, Перу. Закінчив середню школу в школі Святого Едварда у Веро-Біч, Флорида, а потім навчався в Університеті Ленуар-Райн в Гікорі, Північна Кароліна.
У 19 років випадково прийняв занадто багато ГОМК і ненадовго впав у кому.
Почав займатися стендапом незабаром після закінчення університету Ленуар-Райн. У перші роки займався стендапом лише вечорами, одночасно працюючи в інших місцях протягом дня. У 568 епізоді «Дім твоєї мами» розповідав про стажування в «Kopelson Entertainment» і про свою першу оплачувану роботу в індустрії розваг, роботу логгера, який створював транскрипти для таких реаліті-шоу як «Extreme Makeover» і «My Big Fat Obnoxious Boss».
Виступав на різних стендап сценах, зокрема на Мельбурнському міжнародному фестивалі гумору, Фестивалі гумору США, Всесвітньому фестивалі гумору у Ванкувері та Фестиваль комедії «Заради сміху». Також став фіналістом конкурсу «Останній комік 2» (англ. Last Comic Standing 2) в Сан-Франциско. Часто з'являється як гість у подкасті Джо Роґана «The Joe Rogan Experience»; вперше з'явився в восьмому епізоді.
2018 року разом із дружиною підписав телевізійну угоду з «CBS» щодо створення пілотного епізоду їхнього шоу «The Little Things». 24 березня 2020 року вийшов його четвертий спешл на Netflix під назвою «Ball Hog». 4 липня 2023 року відбулася прем'єра його п'ятого спешла — «Кувалда».
2010 року заснував подкаст «Your Mom's House», який веде разом із дружиною — Крістіною Пазіцкі.
2022 року видав книгу «I'd Like to Play Alone, Please», збірку гумористичних нарисів. За його словами: «Це не мемуари чи автобіографія. Це збірка історій, які є продовженням того, що я роблю як комік — я розповідаю багато історій».

## Особисте життя
Походить з Цинциннаті, штат Огайо, але мешкав у різних місцях, таких як Міннеаполіс, Міннесота; Мекон, штат Вісконсін; Веро Біч, Флорида; і Лос-Анджелес, Каліфорнія. У нього є дві сестри — Джейн і Марію. Родич нейробіолога і ведучого подкастів Ендрю Д. Губермана.
Нині мешкає в Остіні, штат Техас, зі своєю дружиною, комікинею Крістіною Пазіцкі, і двома синами.